# Stephen O'Halloran
Stephen O'Halloran est un footballeur international irlandais (2 sélections) né le 29 novembre 1987 à Cobh. Il évolue au poste d'arrière gauche.

## Carrière
- 2006-2010 : Aston Villa -  Angleterre (0 match)
  - oct. 2006-jan. 2007 : Wycombe Wanderers (prêt) -  Angleterre (11 matches)
  - jan. 2008-fév. 2008 : Southampton (prêt) -  Angleterre (1 match)
  - mars 2008 : Leeds United (prêt) -  Angleterre (0 match)
  - nov. 2008-fév. 2009 : Swansea City (prêt) -  Pays de Galles (2 matches)
- 2010-2011 : Coventry City -  Angleterre
- 2011- : Carlisle United -  Angleterre